# یواس‌سی‌جی‌سی مورگنتا (دبلیواچ‌ئی‌سی-۷۲۲)
یواس‌سی‌جی‌سی مورگنتا (دبلیواچ‌ئی‌سی-۷۲۲) (به انگلیسی: USCGC Morgenthau (WHEC-722)) یک کشتی است که طول آن ۳۷۸ فوت (۱۱۵ متر) می‌باشد. این کشتی در سال ۱۹۶۹ ساخته شد.